# Maulvibazar Sadar
Moulvibazar Sadar è un sottodistretto (upazila) del Bangladesh situato nel distretto di Maulvi Bazar, divisione di Sylhet. Si estende su una superficie di 344,34 km² e conta una popolazione di 239.378 abitanti (dato censimento 1991).